# Laboratório de Engenharia de Software da Universidade Federal da Bahia
O Laboratório de Engenharia de Software da Universidade Federal da Bahia (LES-UFBA) é um laboratório da UFBA. O LES tem como objetivo o estudo de engenharia de software, bem como de áreas que impactam a forma como se desenvolve, se mantém e se gerencia software.